# Признание и приведение в исполнение иностранных судебных решений в США
Признание решения иностранного суда на территории США означает, что данное решение служит подтверждением гражданских и иных прав и обязанностей в такой же степени, что и решение суда США. Признание иностранного судебного решения является необходимой предпосылкой приведения его в исполнение.

## Законодательное регулирование признания и приведения в исполнение иностранных судебных решений в США
США не являются участниками ни двухсторонних, ни многосторонних международных конвенций по вопросам взаимного признания и приведения в исполнение иностранных судебных решений.
По общему правилу, иностранные судебные решения признаются судами США на основании международной вежливости (comity between nations) или взаимности (reciprocity). Однако в большинстве штатов США действуют законы, направленные на регулирование приведения в исполнение иностранного судебного решения.
Около 30 штатов приняли Единообразный закон о признании иностранных решений о взыскании денежных средств (The Uniform Foreign Money-Judgments Recognition Act — UFMJRA 1962 года). Данный Единообразный закон устанавливает процедуру, посредством которой решение иностранного суда признаётся на территории США и получает статус, равный статусу решений, вынесенных в ином штате США, чем тот, в котором истребуется исполнение решения. К таким решениям в свою очередь применяется Единообразный закон 1964 года о приведении в исполнение иностранных судебных решений (The Uniform Enforcement of Foreign Judgments Act — UEFJA; принятый в 47 штатах, в округе Колумбия и на Виргинских островах), который предусматривает регистрационную систему для исполнения решений судов, вынесенных в другом штате США нежели тот, где испрашивается исполнение. Судебное решение, вынесенное в одном штате, будет приводиться в исполнение и в других штатах в соответствии с «пунктом о признании и доверии» (раздел 1 статьи IV Конституции США, предусматривающий признание законов и судебных решений одного штата в любом другом штате).
Единообразный закон о признании иностранных решений о взыскании денежных средств не распространяется на иностранные судебные решения, касающиеся налогообложения или вопросов внутреннего устройства государства (domestic relations), а также наказаний и штрафов (penalties), алиментных обязательств (пункт 2 статья 1 UFMJRA).

## Порядок признания и приведения в исполнение иностранных судебных решений в США
Иностранное судебное решение должно быть окончательным и подлежащим принудительному исполнению. Согласно Единообразному закону решение может являться окончательным, даже несмотря на тот факт, что оно обжаловано или находится на стадии обжалования в стране — происхождения (статья 2 UFMJRA).
В соответствии с законодательными положениями США лицо, требующее признания и приведения в исполнение иностранного судебного решения, должно подать иск в компетентный суд США. Суд решает вопрос о признании иностранного судебного решения.
Суды США, как правило, признают иностранные судебные решения, вынесенные в порядке полного и справедливого судебного разбирательства (full and fair trial) по существу дела беспристрастным и независимым судом. Иностранный суд должен обладать компетенцией для рассмотрения дела в отношении предмета спора и в отношении сторон по делу; кроме того, ответчик должен быть должным образом уведомлен о подачи иска и проведении судебных заседаний.
UFMJRA предусматривает упрощенный порядок для исполнения признанных решений, распространяя на них действие норм UEFJA (регистрационный порядок для исполнения).
Статья 7 UFMJRA не препятствует признанию иностранных судебных решений в иных случая, не указанных в Единообразном законе. В тех штатах, которые не приняли UFMJRA, истец может подать иск по общему праву о признании иностранного решения о взыскании денежных средств. Согласно правилу, сформулированному по делу Hilton v. Guyot (1895), если в иностранном государстве, судом которого было принято решение, признаются и исполняются решения судов США и если содержание судебного решения не является оскорбительным для суда США, суд США признает такое решение.
Признание и приведение в исполнение иностранных судебных решений на территории США не может быть осуществлено посредством использования судебного поручения (как указано в титуле 28, параграф 1782 Свода законов США).

## Основания для отказа в признании и приведении в исполнение иностранных судебных решений в США
Существует ряд оснований, когда в признании иностранного судебного решения может быть отказано (раздел 4 UFMJRA). Решение не признается окончательным и не может быть признано в случае, если:
1. решение вынесено в правовой системе, которая не предоставляет беспристрастное рассмотрение спора или не соответствует требованиям о предоставлении надлежащей законной процедуры (due process of law);
2. иностранный суд не имел юрисдикции в отношении ответчика;
3. иностранный суд не имел юрисдикции в отношении предмета спора.

Также, UFMJRA устанавливает, что решение не должно быть признано, если:
1. ответчик в процессе в иностранном суде не получил извещения о судебном разбирательстве в срок, необходимый ему для подготовки к судебному разбирательству;
2. решение было получено обманным путём;
3. основание спора, по которому вынесено решение, противоречит публичному порядку штата, где требуется признание;
4. решение находится в противоречии с другим окончательным решением;
5. рассмотрение дела в иностранном суде противоречило соглашению сторон, по которому спор должен быть разрешен иным образом, а не в суде, принявшем решение;
6. юрисдикция иностранного суда была основана лишь на личном вручении повестки лицу, и этот иностранный суд был действительно неудобным местом для рассмотрения спора.

В качестве примера отказа в признании и исполнении иностранного судебного решения можно привести дело Stiftung v. V.E.B. Carl Zeiss 1968 года. В данном деле суд США отказал в признании и исполнении судебного решения, вынесенного судом ГДР. Федеральный судья объяснил своё решение тем, что на его взгляд процедура рассмотрения дела не была справедливой и что судьи находились под влиянием лидеров социалистического государства.